# Hydraena ozarkensis
Hydraena ozarkensis är en skalbaggsart som beskrevs av Perkins 1980. Hydraena ozarkensis ingår i släktet Hydraena och familjen vattenbrynsbaggar. Inga underarter finns listade i Catalogue of Life.